# Vortex (groupe)
Pour les articles homonymes, voir Vortex.
Vortex est un groupe canadien de death metal mélodique, originaire de Rimouski, au Québec. En 2010, le groupe est composé de Dany Lévesque et de Mathieu Duguay à la guitare, Alexandre Labrie au chant, de Justin L'Italien Dubé à la batterie, de Simon Desjardins à la basse et de Pierre-Luc Demers aux sons. Vortex compte un total de six albums studio, et s'est montré sur scène à plus 500 reprises au Canada. Le groupe est signé depuis 2016 au label PRC Music.

## Biographie
Vortex est formé en 1998 à Rimouski, au Bas-Saint-Laurent, au Québec,. Le groupe fait ses premières armes en reprenant des chansons.
En décembre 2002, le groupe change de formation laissant Dany Lévesque à la guitare, qui est rejoint quelques semaines plus tard par Nicolas Tremblay (Mental Disorder, Foot Clan), David Canuel (ex-Jerks), Simon Dubé, et Pierre-Luc Demers (Astral Gates, Session 7). Dès lors, le groupe se met à composer ses propres chansons. En mai 2003, le groupe enregistré au studio SP de Rimouski une démo éponyme cinq titres vendue à 300 copies. Elle est produite avec l'étiquette Black Spider Records.
En janvier 2005, le groupe entre au studio Victor de Montréal avec le producteur Jean-François Dagenais (Kataklysm, Misery Index, Despised Icon, Malevolent Creation) pour enregistrer l’album Imminence of Death. En septembre la même année, le groupe fait affaires avec l'étiquette montréalaise Galy Records, à laquelle ils publient leur premier album, Imminence of Death. Deux ans plus tard, ils sortent leur deuxième album, In Movement.
Le 18 avril 2015, Vortex joue au Cactus Show Bar de Rimouski aux côtés des groupes Born in Atrophy et Ordoxe. Au début de 2016, le groupe participe à la tournée Canadian Tourture avec les groupes Kalmah et Vesperia. En janvier 2016, le label PRC Music signe le groupe. Cette même année, Vortex publie un clip intitulé Let Me Take Care of the Baby, extrait de leur nouvel album, The Asylum.

## Style musical
Dany Lévesque est principalement influencé par Slayer. Le groupe a pour thèmes la science, la religion, et la nature de l'homme, sa psychologie et les attitudes qu'il adopte dans la vie.

## Membres

### Membres actuels
- Simon Desjardins - basse
- Justin L. Dubé - batterie
- Mathieu Duguay - guitare
- Alex Labrie - chant
- Dany Lévesque - guitare (depuis 1998)

### Anciens membres
- Simon Durette - basse
- Francis Marmen - batterie
- Jérôme Sénéchal - batterie
- Pascal Claveau - batterie
- Yoan Barrieault - chant
- Guy Dupont - chant
- Jean-François Côté - chant
- Éric Dallaire - basse (1998-2002)
- Simon Dubé - basse (2002-?)
- David Canuel 	- batterie (2002-2007)
- Pierre-Luc Demers - guitare (2002-?)
- Nicolas Tremblay - chant (2002-2008)
- Gabriel D'Amours - batterie (2007-?)
- Denis Couillard - guitare (2007-?)
- David Vaillancourt - basse (2012-?)

## Vidéographie
- 2010 : Les Sentiers (Enemies)
- 2011 : Esclaves (Enemies)
- 2016 : Let Me Take Care of the Baby (The Asylum)